# Tryptyk rzymski
Tryptyk rzymski (Medytacje) – poemat papieża Jana Pawła II. Został wydany w 2003 roku w sześciu językach: polskim, niemieckim, angielskim, hiszpańskim, francuskim i włoskim.

## Treść
Zgodnie ze swoją nazwą, poemat składa się z trzech głównych części:
- I – Strumień (Sekcje: Zdumienie, Źródło)
- II – Medytacje nad Księgą Rodzaju na progu kaplicy Sykstyńskiej (Sekcje: Pierwszy Widzący, Obraz i podobieństwo, Prasakrament, Sąd)
- III – Wzgórze w krainie Moria (Sekcje: Ur w ziemi chaldejskiej, Tres vidit et unum adoravit, Rozmowa ojca z synem w krainie Moria, Bóg przymierza).

### Strumień
W pierwszej części autor skupia swój poemat wokół leśnego potoku, który staje się dla niego partnerem dialogu. Ta część ma swoją dynamikę. Jednak ruch jest harmonijny i uporządkowany, wertykalny, zstępująco-wstępujący. „Srebrzysta kaskada potoku” „spada z góry” rytmicznie, „spada w dół”, ale równocześnie „unosi” z sobą wszystko, „unosi” człowieka. Strumień, sam spadając, sprawia, że człowiek się „unosi”, ma iść „do góry, pod prąd”. Według Katarzyny Zabawy, kilkakrotnie powtarzane „zstępowanie” przywołuje na myśl zstąpienie Słowa – o którym autor mówi już w trzecim i czwartym wersie poematu. Prostota obrazu kontrastuje z metaforami innego wiersza tegoż Autora Pieśń o blasku wody. Dominującym ruchem w tamtym wierszu był ruch wirujący, niespokojny, drgający, charakterystyczny dla gry świateł i cieni w studni, a także samej wody wzburzanej przez zanurzane weń wiadro. Refleksja w wierszu była bardziej filozoficzna, abstrakcyjna. Obrazy strumienia z Tryptyku są bardziej konkretne, namacalne.

## Interpretacje i nawiązania
- poemat recytował m.in. Krzysztof Globisz, pierwsze nagranie i mastering wykonał Wojciech Gruszczyński i Włodzimierz Duval
- fragmenty z Tryptyku rzymskiego stały się natchnieniem do napisania słów oratorium Piotra Rubika Tu Es Petrus
- w 2003 r. Stanisław Sojka wydał album Tryptyk rzymski będący muzyczną interpretacją poematu
- w 2005 r. Piotr Pałka napisał muzykę na solistę, chór i orkiestrę do fragmentów "Tryptyku rzymskiego". Premiera tego dzieła odbyła się w przeddzień rocznicy wyboru Jana Pawła II na Stolicę Apostolską, 15 października tegoż roku w kościele oo. Dominikanów w Krakowie. Wykonawcy to odpowiednio: Elżbieta Towarnicka, chór Voce Angeli i Sinfonietta Cracovia. Tekst "Tryptyku" recytował krakowski aktor, Piotr Piecha, dyrygował natomiast sam kompozytor.
- w 2007 r. w ramach obchodów 2. rocznicy śmierci Jana Pawła II, "Tryptyk rzymski" zaprezentował Andrzej Seweryn. W czasie występów w m.in. Łodzi i Warszawie, aktorowi towarzyszyła Orkiestra Krakowskiej Opery Kameralnej.
- również w 2007 r. na ekrany kin w Polsce wszedł, będący ilustracją poematu, animowany film "Tryptyk rzymski" w reżyserii Marka Luzara i z muzyką Rafała Rozmusa, z tekstem utworu czytanym przez Krzysztofa Kolbergera. W dniu 4 marca 2007 roku odbyła się uroczysta prapremiera filmu w kinie "Kijów" w Krakowie.
- w 2008 r. premierę DVD miał wyprodukowany przez warszawskie Centrum Myśli Jana Pawła II film „Tryptyk rzymski” w reżyserii Haliny Bisztygi z udziałem Danuty Michałowskiej, aktorki i przyjaciółki Karola Wojtyły z Teatru Rapsodycznego. Muzykę do filmu skomponował Grzegorz Turnau.